# نیکلاس لومان
نیکلاس لومان (آلمانی: Niklas Luhmann)؛ (۸ دسامبر ۱۹۲۷۶ نوامبر ۱۹۹۸) استاد جامعه‌شناسی دانش‍گاه بیلفلد آلمان بود. او بیش از همه به دلیل نقش برجسته‌اش در توسعه نظریه نظام‌ها مورد توجه است.

### نظریه نظام‌ها
نظریه نظام‌های لومان بر سه موضوع متمرکز است که در کل کار او به هم مرتبط هستند.
1. نظریه نظام‌ها به عنوان نظریه اجتماعی
2. نظریه ارتباطات و
3. نظریه تکامل

عنصر اصلی نظریه لومان حول مسئله اقتضایی معنا می چرخد و در نتیجه به نظریه ارتباط تبدیل می شود. نظام‌های اجتماعی نظام‌های ارتباطی هستند و جامعه فراگیرترین نظام اجتماعی است. جامعه امروزی به عنوان یک نظام اجتماعی که تمام (و تنها) ارتباطات را در برمی گیرد، یک جامعه جهانی است. یک نظام با مرزی بین خود و محیط آن تعریف می‌شود، که آن را از یک بیرون بی‌نهایت پیچیده یا (به طور محاوره‌ای) هرج‌ومرج تقسیم می‌کند. بنابراین فضای داخلی نظام منطقه ای با پیچیدگی کاهش یافته است: ارتباطات درون یک نظام تنها با انتخاب مقدار محدودی از تمام اطلاعات موجود در خارج عمل می کند. به این فرآیند «کاهش پیچیدگی» نیز می گویند. معیاری که بر اساس آن اطلاعات انتخاب و پردازش می شود معنی است (در آلمانی "Sinn"). بدین معنی که از یک مجموعه فضای بالقوه به مجموعه ای دیگر از فضای بالقوه ارجاع می شود. هر دو نظام اجتماعی و نظام‌های روانی (برای توضیح این تمایز به زیر مراجعه کنید) با پردازش معنا عمل می کنند.
علاوه بر این، هر نظامی دارای یک هویت متمایز است که به طور مداوم در ارتباطات خود بازتولید می شود و بستگی به این دارد که چه چیزی معنادار تلقی می شود و چه چیزی نیست. اگر یک نظام نتواند آن هویت را حفظ کند، دیگر وجود خود را به عنوان یک نظام متوقف می کند و دوباره در محیطی که از آن پدید آمده است منحل می شود. لومان این فرآیند بازتولید را از عناصری که قبلاً از یک محیط بیش از حد پیچیده فیلتر شده بودند را با استفاده از اصطلاحی ابداع شده در زیست‌شناسی شناختی توسط متفکران شیلیایی هومبرتو ماتورانا و فرانسیسکو وارلا (فیلسوف)؛ خودنوگری (تلفظ "auto-poy-E-sis"؛ به معنای واقعی کلمه: خودسازی) نامید. نظام‌های اجتماعی «عملیاتی بسته» هستند، زیرا در حالی که از منابع محیط خود استفاده می‌کنند و به آنها تکیه می‌کنند، این منابع بخشی از عملیات نظام نمی‌شوند. هم فکر و هم هضم پیش شرط مهمی برای برقراری ارتباط هستند، اما هیچکدام به این صورت در ارتباط ظاهر نمی شوند.
با این حال، ماتورانا با صراحت استدلال کرد که این تخصیص نظریه اتوپوئیتیک از نظر مفهومی نادرست است، زیرا استقلال ارتباطات از افراد واقعی را پیش‌فرض می‌گیرد. به این معنا که لومان (به گفته ماتورانا) با توصیف نظام‌های اجتماعی به‌عنوان شبکه‌های ارتباطی بسته از نظر عملیاتی، این واقعیت را نادیده می‌گیرد که ارتباطات، ارتباطات انسانی را پیش‌فرض می‌گیرد. خودنوگری فقط برای شبکه‌هایی از فرآیندهایی اعمال می‌شود که خودشان را بازتولید می‌کنند. ولی ارتباطات توسط انسان بازتولید می شود. به همین دلیل، قیاس زیست‌شناسی به جامعه‌شناسی در این مورد صادق نیست. از سوی دیگر، لومان صراحتاً تأکید کرد که او به «جامعه بدون انسان» اشاره نمی کند، بلکه به این واقعیت اشاره می کند که ارتباطات خودکار است. ارتباط توسط بدن و آگاهی انسان ممکن می شود، ولی این ارتباط را از نظر عملیاتی باز نمی کند. برای «مشارکت» در ارتباطات، فرد باید بتواند افکار و ادراکات خود را به عناصر ارتباطی تبدیل کند. این تنها می تواند به عنوان یک عملیات ارتباطی رخ دهد (افکار و ادراکات را نمی توان مستقیماً منتقل کرد) و بنابراین باید شرایط نظام داخلی را که مختص ارتباطات است برآورده کند: قابل فهم بودن، رسیدن به مخاطب و کسب پذیرش.